# Gotthold Gloger

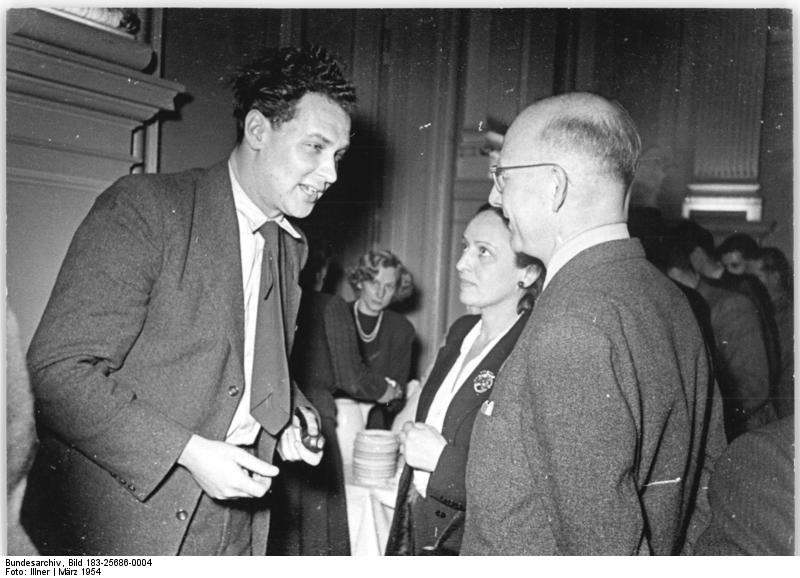
Gotthold Gloger (links) im Gespräch mit Franz Carl Weiskopf und Grete Weiskopf auf der Konferenz junger Autoren in Leipzig, 8. März 1954.

Gotthold Gloger (* 17. Juni 1924 in Königsberg, Ostpreußen; † 16. Oktober 2001 in Gransee) war ein deutscher Schriftsteller, Drehbuchautor und Maler.

## Leben und Leistungen
Gotthold Gloger erhielt bereits als Kind Mal- und Zeichenunterricht. Ab 1941 besuchte er die Kunstakademie Königsberg; gleichzeitig entstanden erste literarische Versuche. Ab 1942 nahm Gloger als Soldat der Wehrmacht am Zweiten Weltkrieg teil; später gehörte er dem Strafbataillon 999 an.
Nach dem Kriegsende absolvierte Gloger ein Kunststudium in Frankfurt am Main und besuchte als Gasthörer romanistische und philosophische Vorlesungen. 1947/48 hielt er sich für längere Zeit in Italien und Südfrankreich auf. Wegen seiner Teilnahme an einem Streik der Hafenarbeiter in Marseille wurde er verhaftet und eine Zeitlang in einem Militärgefängnis in Straßburg festgehalten. 1954 übersiedelte er in die DDR. 1955/56 war er Student am Literaturinstitut „Johannes R. Becher“ in Leipzig. Anschließend lebte er als Maler und freier Schriftsteller bis 1967 in Meiningen und ab 1970 vorwiegend im brandenburgischen Kraatz. Glogers schriftstellerisches Werk besteht aus Romanen, Erzählungen, Kinder- und Jugendbüchern sowie Drehbüchern zu Fernsehspielen. Er hatte eine Vorliebe für historische Stoffe; von der Kritik wurden seine Detailtreue und seine eingängige Erzählweise hervorgehoben.
Gotthold Gloger war seit 1954 Mitglied des PEN-Zentrums der DDR. Er erhielt 1954 den Heinrich-Mann-Preis und 1961 den Kinderbuchpreis des Ministeriums für Kultur der DDR. Von 1956 bis 1960 war er mit der Schauspielerin Christine Gloger verheiratet. Er starb 2001 in Kraatz, einem Ortsteil von Gransee.

## Werke (Auswahl)
- Philomela Kleespieß trug die Fahne, Berlin 1953
- Der Soldat und sein Lieutenant, Berlin 1955
- Die auf den Herrn warten, Berlin 1958
- Der dritte Hochzeitstag, Berlin 1960
- Rot wie Rubin, Berlin 1961
- Der Bauerbacher Bauernschmaus, Berlin 1963
- Frido, fall nicht runter, Berlin 1965
- Meininger Miniaturen, Berlin 1965
- Das Aschaffenburger Kartenspiel, Berlin 1969
- Kathrins Donnerstag, Berlin 1970, den Magdeburger Kindersturz von 1969 thematisierend
- Der Mann mit dem Goldhelm, Berlin 1972
- Der Bäckerjunge aus Beeskow, Berlin 1974
- Ritter, Tod und Teufel, Berlin 1976
- Das Rübenfest und andere Geschichten, Berlin 1979
- Berliner Guckkasten, Berlin 1980
- Freundlich ist die Nacht, Berlin 1980
- Leb vergnügt oder Die Ermordung des Hofmarschalls von Minutoli zu Meiningen, Berlin 1981
- Meine Feder für den König, Berlin 1985

## Filmografie
- 1976: Das weite Feld: Zwischen Löwenberg und Gransee (Szenarium, an mehreren Stellen ist Gloger im Film zu sehen)
- 1979: Addio, piccola mia
- 1989: Märkische Ziegel